# Kurli, Chikodi
Kurli là một làng thuộc tehsil Chikodi, huyện Belgaum, bang Karnataka, Ấn Độ.